# Eulophia dahliana
Eulophia dahliana är en orkidéart som beskrevs av Friedrich Fritz Wilhelm Ludwig Kraenzlin. Eulophia dahliana ingår i släktet Eulophia och familjen orkidéer. Inga underarter finns listade i Catalogue of Life.